# Valroufié
Valroufié – miejscowość i dawna gmina we Francji, w regionie Oksytania, w departamencie Lot. W 2013 roku populacja gminy wynosiła 447 mieszkańców. 
W dniu 1 stycznia 2017 roku z połączenia trzech ówczesnych gmin – Cours, Laroque-des-Arcs oraz Valroufié – utworzono nową gminę Bellefont-la-Rauze. Siedzibą gminy została miejscowość Laroque-des-Arcs. 